# Великий Ошмесвай
Великий Ошмесва́й (рос. Большой Ошмесвай) — присілок у складі Увинського району Удмуртії, Росія.

## Населення
Населення — 4 особи (2010; 10 в 2002).
Національний склад станом на 2002 рік:
- росіяни — 90 %

## Урбаноніми[3]
- вулиці — Мітенська